# Solter pallidus
Solter pallidus är en insektsart som beskrevs av Hölzel 1982. Solter pallidus ingår i släktet Solter och familjen myrlejonsländor. Inga underarter finns listade i Catalogue of Life.